# Heteropogon rubidus
Heteropogon rubidus là một loài ruồi trong họ Asilidae. Heteropogon rubidus được Coquillett miêu tả năm 1893. Loài này phân bố ở vùng Tân Bắc giới.